# オゴウェ・マリティム州
オゴウェ・マリティム州 (オゴウェ・マリティムしゅう、フランス語: Ogooué-Maritime、オコグェ沿岸州) は、ガボンの州のひとつである。面積は22,890km2、人口は189,400人（2020年推定）。州都はポルジャンティである。

## 隣接州
- エスチュエール州
- モワイエン・オゴウェ州
- ングニエ州
- ニャンガ州

## 下位行政区画

オゴウェ・マリティム州の県

- ベンジュ県（英語版）
- エチンブエ県（英語版）
- ンドゥグー県（英語版）

## 主な都市
- ポールジャンティ